# Geoteknik
Geoteknik är en ingenjörsvetenskap som behandlar de byggnadstekniska egenskaperna hos jord och berg, samt metoder att bygga i, på och med jord och berg. Bland underämnen hör jordmekanik, bergmekanik, bergteknik, jord- och bergdynamik, hydrogeologi, ingenjörsgeologi och grundläggningsteknik.
Geotekniska undersökningar syftar till att bestämma jordens och bergets egenskaper, och sättet att grundlägga och utföra byggnation av byggnader och anläggningar.
Utbildning i geoteknik sker på civilingenjörsutbildningarna i Väg- och vattenbyggnad, Samhällsbyggnad, och Bergsvetenskap. Personer som arbetar med geoteknik kallas geotekniker, undantaget de som arbetar med bergmekanik och bergbyggande som kallas bergmekaniker, bergtekniker eller ingenjörsgeologer beroende på utbildning och inriktning, och de som arbetar med vatten i jord och berg som kallas hydrogeologer alternativt geohydrologer.

Statens geotekniska institut har ett övergripande ansvar för de geotekniska och miljögeotekniska frågorna i Sverige.
Bergsstaten har till uppgift att handlägga ärenden som rör prospektering och utvinning av mineral.

## Geotekniska undersökningar

### Fältundersökningar
Fältundersökningar ("fältprovning") utförs av fältgeotekniker som använder en rad olika metoder för att sondera, provta och mäta jordens och bergets egenskaper. Undersökningarna genomförs oftast maskinellt med en geoteknisk borrvagn som med hjälp av tryck, vridning, slagenergi och spolning driver olika sonder, provtagare och instrument ner i marken. Med borrvagn kan även grundvattenrör och portrycksmätare installeras för att mäta grundvattennivåer och portryck. De olika metoderna delas in i fyra huvudkategorier: sonderingsmetoder, provtagningsmetoder, in situ-metoder och geohydrologiska mätmetoder.

### Laboratorieundersökningar
Laboratorieundersökningar ("laboratorieförsök") utförs av en laboratorietekniker som analyserar och prövar upptagna jordprover avseende en mängd olika egenskaper. En grundläggande geoteknisk laboratorieanalys av ett jordprov innebär bland annat att man okulärt benämner jordarten, klassificerar provets materialegenskaper enligt AMA och bestämmer parametrar så som skrymdensitet och vattenkvot. För att resultaten av laboratorieförsöken ska vara så pålitliga som möjligt ska fältförsöken följa särskilda standarder, proverna ska också från fält vara provtagna enligt särskilda standarder.